# December 15.
December 15. az év 349. (szökőévben 350.) napja a Gergely-naptár szerint. Az évből még 16 nap van hátra.
Névnapok: Valér + Detre, Dezsér, Dezsider, Dezső, Mária, Valérián

## Események

### Politikai események
- 533 – Afrikában Karthágótól 27 km-re keletre a Flavius Belisarius által vezetett bizánci sereg és Gelimer vandál király serege között zajlik a tricameroni csata
- 687 – I. Szergiusz pápa trónra lép
- 1124 – Két pápát választanak, II. Celesztin pápát, majd utána fegyveresek fellépésének hatására II. Honorius pápát is
- 1256 – Hülegü kán serege elfoglalja Hasszaszin erődjét, befejezve Perzsia meghódítását.
- 1437 – A nemesi sereg beveszi Nagyenyedet
- 1467 – Mátyás király Moldvabányán vereséget szenved a román seregtől, a király maga is megsebesül
- 1791 – Az Amerikai Egyesült Államokban az 1787-es alkotmány részévé teszik és törvénybe iktatják a „Bill of Rights”-ot, ami tíz újabb cikkelyben rögzíti a sajtó-, szólás- és vallásszabadságra vonatkozó emberi jogokat
- 1944 – Adolf Eichmann német SS-Sturmbannführer utasítására Budapestről elindítják a Magyar Nemzeti Bankban tárolt értékeket szállító „Aranyvonatot”
- 1946 – Az ENSZ Közgyűlése elfogadja a Nemzetközi Menekültügyi Szervezet alapokmányát
- 1961 – Az ENSZ Közgyűlése elutasítja azt a szovjet javaslatot, hogy a Kínai Népköztársaság az ENSZ tagállamává váljon
- 1961 – Jeruzsálemben másodfokon is halálra ítélik Adolf Eichmannt
- 1964 - A kanadai képviselőház elfogadja a jelenlegi zászlót, mint nemzeti jelképet
- 1976 – Szamoa az ENSZ tagjává válik.
- 1989 – Manuel Noriegát a törvényhozó testület főhatalommal ruházza fel, ezután Noriega deklarálja a hadiállapotot az Amerikai Egyesült Államokkal
- 1994 –  Palau az ENSZ tagjává válik.
- 1997 – Magyar-szlovák találkozó Budapesten a Bős–nagymarosi vízlépcsővel kapcsolatban, melynek eredményeképp meghosszabbítják az 1995. április 19-i vízpótlási egyezmény hatályát
- 2007 – Stipe Mesic horvát államfő bejelenti, hogy Ivo Sanader eddigi miniszterelnököt bízza meg kormányalakítással

### Tudományos és gazdasági események
- 1582 – Spanyolországban, Hollandiában, Dániában és Norvégiában bevezetik a Gergely-naptárt
- 1964 – Amerikai indítással Föld körüli pályára állítják az első olasz műholdat, a légkörkutató San Marco–1-et
- 1965 – A Gemini–6A és Gemini–7 amerikai űrhajók űrrandevút hajtanak végre
- 1970 – a Venyera–7 belép a Vénusz légkörébe és a leereszkedik a bolygóra
- 2000 – Végleg bezárták a  Csernobili atomerőművet
- 2005 – Megtalálják a 43. Mersenne-prímet
- 2009 – Először száll fel a Boeing 787 repülőgép

### Kulturális események

#### Zenei események
- 1913 – mutatják be a milánói La Scala operaházban Pietro Mascagni háromfelvonásos operáját a Parisinát

#### Képzőművészeti, építészeti események
- 1999 – Leég az 1982-ben megnyitott Budapest Sportcsarnok
- 2001 – Tíz évnyi restaurálás után a Pisai ferde tornyot ismét megnyitják a látogatók számára

## Születések
- 37 – Nero a Iulius–Claudius-dinasztia utolsó római császára († 68)
- 1610 – David Teniers flamand festő († 1690)
- 1724 – Conrad András orvos († 1780)
- 1754 – Kuny Domokos magyar keramikus († 1822)
- 1765 – Ballmann János Mihály magyar gimnáziumi tanár († 1804)
- 1802 – Bolyai János a leghíresebb magyar matematikus († 1860)
- 1812 – Perczel Miklós magyar politikus, az 1848-49 évi szabadságharcban honvéd ezredes, az amerikai polgárháborúban az északi hadsereg ezredese, Perczel Mór honvéd tábornok öccse († 1904)
- 1817 – Brauswetter János órásmester († 1903)
- 1823 – Urházy György újságíró, író, országgyűlési képviselő, honvédtiszt, az MTA tagja († 1873)
- 1832 – Alexandre Gustave Eiffel francia mérnök, a párizsi Eiffel-torony tervezője († 1923)
- 1848 – Petőfi Zoltán magyar színész, Petőfi Sándor és Szendrey Júlia fia († 1870)
- 1852 – Henri Becquerel Nobel-díjas francia fizikus († 1908)
- 1859 – Lazar Markovics Zamenhof (eszperantó álnevén Lazaro Ludoviko Zamenhof) orosz nyelvész, az eszperantó nyelv atyja († 1917)
- 1860 – Niels Ryberg Finsen Orvosi-fiziológiai Nobel-díjas dán fizikus  († 1904)
- 1861 – Ábrányi Emilné Wein Margit magyar opera-énekesnő (szoprán) († 1948)
- 1861 – Pehr Evind Svinhufvud finn köztársasági elnök († 1944)
- 1873 – Kacsóh Pongrác magyar zeneszerző, zenepedagógus († 1923)
- 1877 – Shefqet Vërlaci albán földbirtokos, politikus, Albánia miniszterelnöke († 1946)
- 1879 – Lábán Rezső magyar koreográfus, táncelméleti kutató († 1958)
- 1880 – Benkő Géza magyar jogász, vármegyei főügyész, országgyűlési képviselő († 1946)
- 1881 – Kléh János magyar festőművész, a naturalizmus képviselője († 1919)
- 1889 – Kotsis Iván Ybl-díjas magyar építész, építészettörténész († 1980)
- 1895 – Völcsey Rózsi magyar színésznő, érdemes művész († 1966)
- 1897 – Stitz János magyar vegyészmérnök, méhész, országgyűlési képviselő († 1985)
- 1905 – Farkas Ferenc kétszeres Kossuth-díjas magyar zeneszerző, érdemes és kiváló művész († 2000)
- 1905 – Vilt Tibor Kossuth- és Munkácsy Mihály-díjas magyar szobrászművész († 1983)
- 1910 – Simon Béla Munkácsy Mihály-díjas magyar festőművész († 1980)
- 1911 – Stan Kenton amerikai zongorista († 1979).
- 1913 – Walt Ader (Walter Ader) amerikai autóversenyző († 1982)
- 1916 – Maurice Wilkins Orvosi-fiziológiai Nobel-díjas angol fizikus († 2004)
- 1922 – Horvai István kétszeres Kossuth-díjas magyar rendező († 2004)
- 1923 – Freeman Dyson angol születésű amerikai fizikus és matematikus
- 1924 – Bogáti Péter magyar író, műfordító, kritikus, dramaturg († 2012)
- 1927 – Bill Mackey (William Gretsinger) amerikai autóversenyző († 1951)
- 1928 – Szilágyi György magyar író, újságíró, humorista („Hanyas vagy? Huszonnyolcas!”) († 2010)
- 1928 – Friedensreich Hundertwasser (er. Friedrich Stowasser) osztrák festőművész, építész († 2000)
- 1928 – Ida Haendel lengyel hegedűművész († 2020)
- 1933 – Lázár István József Attila-díjas magyar író,  szociográfus († 1997)
- 1934 – Sztanyiszlav Sztanyiszlavavics Suskevics, belarusz tudós és politikus, 1991–1994 között a Belarusz Köztársaság ideiglenes államfője († 2022)
- 1936 – Joe D'Amato olasz filmrendező († 1999)
- 1938 – Tabák András magyar író († 2014)
- 1938 – Juan Carlos Wasmosy Paraguay első szabadon választott civil elnöke, a magyar származású Vámosy család leszármazottja
- 1943 – Hesz Mihály magyar olimpiai bajnok kajakozó
- 1943 – Perényi Eszter Kossuth- és Liszt Ferenc-díjas magyar hegedűművész
- 1945 – Farkasházy Tivadar magyar újságíró, humorista
- 1948 – Zinner Tibor magyar történész, egyetemi tanár
- 1955 – Szakály György Kossuth- és Liszt Ferenc-díjas magyar táncművész († 2025)
- 1955 – Renate Künast német politikus (Bündnis 90/Die Grünen),
- 1958 – Levan Ucsaneisvili grúz származású amerikai színész
- 1961 – Sztarenki Pál magyar színész, rendező
- 1968 – Szilasi Alex magyar zongoraművész
- 1968 – Garrett Wang amerikai színész
- 1975 – Bárányos Zsolt magyar válogatott labdarúgó
- 1979 – Adam Brody amerikai színész
- 1983 – Ronnie Radke, a Falling In Reverse énekese (ex-Escape the Fate)
- 1992 – Alex Telles brazil labdarúgó

## Halálozások
- 1675 – Jan Vermeer van Delft holland festőművész (* 1632)
- 1809 – Bosnyák Benedek benedek rendi áldozópap (* 1750)
- 1822 – Verseghy Ferenc magyar költő, író, nyelvtudós, esztéta (* 1757)
- 1829 – Pasquich János horvát származású római katolikus pap, matematikus, csillagász, egyetemi tanár, a Budai Csillagvizsgáló alapítója (* 1754)
- 1851 – Johann May honvéd alezredes, az 1848–49-es szabadságharcot követő függetlenségi szervezkedések egyik vezetője (* 1809)
- 1867 – Ganz Ábrahám magyar vasöntőmester, gyáros, a magyar nehézipar egyik megteremtője (* 1814)
- 1890 – Ülő Bika – (sziú nyelven: Tatanka Ijotake, angolul: Sitting Bull) amerikai indián sámán és a hunkpapa sziúk vezetője (* 1831)
- 1908 – Ðorđe Stratimirović, az 1848–49-es szabadságharcban a délvidéki szerb felkelők főparancsnoka (* 1822)
- 1909 – Francisco Tárrega spanyol zeneszerző és gitárművész, a mai klasszikus gitárjáték technikájának megalapozója (* 1852)
- 1944 – Glenn Miller amerikai jazz zenész, trombitás (* 1904)
- 1957 – Brenner János magyar elsőfogadalmas ciszterci szerzetes, rábakethelyi káplán (* 1931)
- 1958 – Wolfgang Pauli osztrák származású Nobel-díjas svájci fizikus (* 1900)
- 1961 – Csörgey Titusz ornitológus, festőművész (* 1875)
- 1962 – Charles Laughton Oscar-díjas angol színész, filmszínész, producer, filmrendező (* 1899)
- 1966 – Walt Disney Oscar-díjas amerikai rajzfilmrendező, producer (* 1901)
- 1976 – Galsay Ervin magyar operaénekes, érdemes művész (* 1923)
- 1976 – Pogány Frigyes magyar építész, művészettörténész, egyetemi tanár (* 1908)
- 1979 – Iványi József Jászai Mari-díjas magyar színész, érdemes művész (* 1926)
- 1981 – Ralph Pratt amerikai autóversenyző (* 1910)
- 1985 – Oláh István honvédelmi miniszter (* 1926)
- 1988 – Tömpe István magyar politikus, televízió-elnök (* 1909)
- 2001 – Hexendorf Edit magyar nyelvész, nyelvtörténész, művelődéstörténész (* 1927)
- 2006 – Clay Regazzoni (Gian-Claudio Giuseppe Regazzoni) svájci autóversenyző (* 1939)
- 2013 – Joan Fontaine Oscar-díjas amerikai színésznő (* 1917)
- 2015 – Benkó Sándor Kossuth- és Liszt Ferenc-díjas magyar klarinétos, a Benkó Dixieland Band alapítója és zenei vezetője (* 1940)
- 2016 – Komócsin Mihály Csongrád megyei kommunista pártvezető (* 1925)[1]
- 2019 – Benkő Dániel magyar lant- és gitárművész (* 1947)
- 2022 – Bányai István magyar grafikus (* 1949)
- 2023 – Budai Ilona Kossuth-díjas magyar népdalénekes, a nemzet művésze (* 1951)

## Nemzeti ünnepek, emléknapok, világnapok
→Sablonvita:Ünnepek/12-15:
- Bill of Rights nap az Amerikai Egyesült Államokban (az első tíz alkotmánymódosítás 1791-es ratifikációjának évfordulóján).
- Zamenhof-nap (Zamenhof születése évfordulóján az eszperantó nyelv atyja tiszteletére)
- Az alkotmány napja Nepálban